# Hymenasplenium laetum
Hymenasplenium laetum är en svartbräkenväxtart som först beskrevs av Olof Peter Swartz, och fick sitt nu gällande namn av L.Regalado och Prada. Hymenasplenium laetum ingår i släktet Hymenasplenium och familjen Aspleniaceae. Inga underarter finns listade.